# バハムートラグーン
『バハムートラグーン』 (Bahamut Lagoon) は、1996年2月9日に日本のスクウェアから発売されたスーパーファミコン用シミュレーションロールプレイングゲーム。略称は「バハラグ」など。

## 概要
空に浮かぶ世界・オレルスを舞台とし、戦竜隊の隊長ビュウが仲間と共に「神竜の伝説」の謎に巻き込まれながらグランベロス帝国と戦っていく物語。その中で、主人公のビュウとヒロインのヨヨとの関係や、登場するキャラクターの個性、人間関係の変化などが要所ごとに描かれている。ユニットとドラゴンを組ませる戦闘や、ドラゴンに餌を与え成長させていくシステムが特徴的である。
開発はスクウェア開発第6部が行い、ディレクターはデータイーストのスーパーファミコン用ソフト『ヘラクレスの栄光IV 神々からの贈り物』（1994年）を手掛けた野島一成、シナリオは後にPlayStation用ソフト『レーシングラグーン』（1999年）を手掛けた鳥山求、音楽はスーパーファミコン用ソフト『FRONT MISSION』（1995年）を手掛けた松枝賀子が担当している。
後にバーチャルコンソール対応ソフトとして、2009年にWii、2014年にWii Uにて配信された。

## ゲーム内容

### システム
各チャプターごとに「自由行動（イベントや準備）⇒出撃（敵軍との交戦）」という流れになっている。チャプターによっては、敵との交戦が終わった後に自由行動のパートに続く場合もある。
- 自由行動時には仲間達と話をしたり、アイテムを拾ったり、買い物をすることが可能。本作で重要になる「ドラゴン」の強化もこの時に行う。
- 出撃前には、パーティ編成・装備換装・攻略マップの確認などが可能。
  - 本作の特徴として、シミュレーションRPGでありながら、一般的なRPGのようにユニット内でパーティを組むシステムになっている。基本的に数名のパーティで1ユニットを構成し、メンバーが全滅するとユニットが消滅して次の出撃まで復帰できなくなる。
  - パーティは1ユニット4名であり、3名以下にすることはできない（敵軍は1ユニットあたり1-4名）。人間ユニットは現在仲間にいるドラゴンの数と同じ（最大6つ、敵の場合は無制限）であり、メンバーが増えて余った場合は出撃しない者を選ぶ必要がある。味方のみ必ずドラゴンを1体ユニットに組み込むため、ドラゴンが少ないうちはユニットの数も少なくなる。
  - パーティ編成はChapter2より可能。ただし、ビュウは第1パーティの先頭のみの配置となる。組み合わせるドラゴンを変更することも可能。
  - 装備は1名につき武器1つ・防具1つ。
  - アイテムは、装備品・消耗品ともに1種類99個まで所持可能で、持てる種類に制限はなく、全ユニット共用となる。消耗品には攻撃用・回復用などがある。
- 出撃すると勝利条件（敵パーティの全滅、もしくはボスの撃破）が提示され、ボスの撃破が条件の場合は「BOSS」表記のある敵キャラクターのHPを0にすることで勝利（ユニット自体が残っていても終了）、経験値が生き残った全員に与えられる。敗北条件は主人公ユニットの全滅だが、敗北してもそのチャプターの最初からやり直せる上、上がったレベルや獲得したアイテムも失われない（別の側面から見ると、使用したアイテムは減ったままになる）。また、一部敗北しないと利用することができないショップも存在する。出撃中は通常のセーブファイルとは別に「テンポラリーセーブ」という領域に1か所だけセーブが可能で、上書きしない限りはロードしても失われることはない。
  - それぞれのユニットは、スクエア形式のマップを移動して進軍する。移動方向は縦・横にそれぞれ1マス単位で、兵種（クラス）・地形によって一度に移動可能な距離が異なる。敵ユニットを突っ切って移動することはできない。移動後（あるいはその場にて）、直接戦闘と間接攻撃の2種類のどちらかが可能（クラスによっては間接攻撃ができない）。
    - 直接戦闘は敵ユニットと隣接している場合のみとなり、指定した敵ユニットとバトルを行う。倒せば獲得できる金が多い半面、敵からの反撃も考慮しなくてはならない。敵味方全員がそれぞれ1回ずつ行動すると終了。行動はRPGのコマンドバトル形式で、武器での通常攻撃を行う「たたかう」、各クラスに対応した技をSP/MP消費で発動する「わざ（・まほう他）」、手持ちのアイテムを使用する「アイテム」、受けるダメージを減らしたり仲間を庇う「ぼうぎょ」から選択する。攻撃・回復は、種類にもよるがターゲットを敵⇔味方に切り替えることもできるため、同士討ちで経験値を稼いだり、アンデッドの敵に回復魔法でダメージを与えることも可能。行動内容に応じてユニットのメンバー各自に経験値が入る（敵フェイズの戦闘でも）。
    - 間接攻撃は一方的に攻撃できる。射程と攻撃範囲がそれぞれ設定されており、射程の範囲内で照準を1つのマスに定め、その照準を中心にして攻撃範囲分のマス全てに効果が及ぶ（直接戦闘では単体にしか効果がなくても、間接攻撃であればユニット全員に効果が及ぶ）。必ず命中するため回避率の高い敵にも効果があるほか、原則的に攻撃効果は敵のみ・回復や補助効果は味方のみに効果が出るため、間接攻撃で味方を巻き込むことは一部の例外を除いて存在しない。また、属性によっては地形を変化させる事も可能。例えば火属性ならば「森」を「炎上」させてその場にいる者にダメージを与えたり、雷属性ならば「建物」を破壊して「瓦礫」にすることなどができる。中には「毒沼」⇒回復属性で「沼」⇒毒属性で「毒沼」のように何度でも変化させることのできる地形と属性の組み合わせも存在する。行動内容に応じてユニットのメンバー全員に同じ経験値が入る（獲得のためには敵を攻撃する必要はない）。
      - 射程は「使い手ユニットのマスを0」として、周囲に縦1マス/横1マスとして数える。つまり、使い手から縦5マス・横1マスの距離に照準を定める場合、縦5+横1=射程6の距離になる。
      - 攻撃範囲も、基本的に射程と同じ数え方だが、「照準となったマスを1」と扱う点が、射程の数え方と異なる。つまり、照準から縦5マス・横1マスの距離に対象がいる場合、縦5+横1+照準1=範囲7の位置になる。
      - 地形によっては、ダメージを受けたり回復できるものも存在する。原則的に、味方ユニットは味方フェイズ開始時、敵ユニットは敵フェイズ開始時に、地形によるダメージや回復が行われる。それ以外にも、3ターンの間に脱出できないとそのユニットのパーティが全滅する「川」、作動すると即座にユニットのパーティが全滅する「落とし穴」などの特殊な地形もある。ただし、ドラゴンや一部の敵ユニットは飛行しており、川や落とし穴などで即死することがなく、どのような地形でも移動力が落ちない。それゆえ、人間ユニットが立ち入れない地形で飛行ユニット同士が戦闘することもある。
      - 敵キャラクターを倒すと戦利品として手に入ることがある。消費アイテムはもちろん、強力な武具が手に入ることも多いが、この時とどめを刺した攻撃の「属性」に応じて戦利品が異なるため、属性を使いこなすことでより有利に進められる。

  - 人間ユニットは、行動前（移動中含む）であれば、メニュー画面を開いて装備の換装・アイテムや回復魔法の使用が可能。メニュー画面で回復魔法を使う場合、MPの限り何度でも使用できる反面、他のユニットに対しては使えない。また、経験値は入らない。
  - ユニットの行動が終了すると、ペアを組ませたドラゴンが続いて行動する。ドラゴンはほとんどの地形を無視して広範囲に移動できる（瞬間移動のような動きのため、敵ユニットを突っ切る事も可能）。行動は移動・直接戦闘・間接攻撃ともに全て自動だが、敵ユニットに積極的に突っ込ませる「いけ!」、人間ユニットの比較的前方で行動させて敵がいれば攻撃させる「こい!」、人間ユニットの比較的後方で行動させて待機や回復をさせる「まて!」の3種類を選ぶことで、おおまかに制御することは可能。直接戦闘でアイテムを使ったり防御することはない。
  - 味方の人間ユニットが消滅した場合、ペアを組ませたドラゴンユニットも消滅する。

### 能力値
能力値は以下のとおり。
HP
耐久力。0になると戦闘不能（敵やドラゴンの場合は消滅する）。
SP/MP
前者は戦士系統、後者は魔道士系統のキャラクターが技や魔法を使う時に消費する。両方のパラメータを持つキャラクターは存在しない。また、敵キャラクターは全てMP表記。なお、SPとMPの性質に違いはない。
こうげき
物理攻撃の威力。
ぼうぎょ
敵から受ける物理攻撃を軽減させる。
すばやさ
行動順や命中・回避確率を高める。
まりょく
魔法に関する攻撃力・防御力。

### ステータス異常
ステータス異常に冒されると行動が制限されてしまうなどの制約を受ける。アイテムや魔法で回復可能。
睡眠
ⓩマーク。行動できなくなる。攻撃を受けたり、ターンの経過によっても回復する。
ウッサー
ステータスが低下して、通常の行動ができなくなる。SP/MPは残量が0になるほか、治療するまで回復できない。
毒
ワイングラスマーク。フェイズ開始と同時にダメージを受ける。毒属性に依存しており、耐性や吸収できる防具を装備していると、ダメージを無効化させたり逆にHPが回復する。
ビンゴ
剣マーク。有利なステータス異常で、直接戦闘での攻撃力が2倍になる。直接戦闘で一度攻撃すると解除される。
石化
ⓢマーク。行動できなくなる。ユニット全員がこの状態になるとユニットが消滅する（次の戦いまで使用不能になる）。
戦闘不能
白旗マーク。行動できなくなる。専用のアイテムや魔法でなければ回復できない。ユニット全員がこの状態になるとユニットが消滅する（次の戦いまで使用不能になる）。直接この状態に陥らせる魔法・技も存在する。

### ドラゴン
本作の特徴の一つが、人間4人を1組としたユニットにドラゴンを組ませる戦闘である。ドラゴンはレベル上げ以外に、アイテムをエサとして食べさせることでも能力が上昇する。高いHPと戦闘能力を有するうえ、ステータス異常も受け付けないが、ドラゴンが倒されてしまうと、ペアを組んだ人間ユニットはほとんどの技や魔法が使えなくなるため、ユニットとしての力が大幅に落ちてしまう。ドラゴンは「1ユニットにつき1体のみ」のドラゴンユニットという扱いで、行動前にメニュー画面を開いてもアイテムや魔法は使えないほか、装備品も身につけられない。

### 能力値と人間ユニットへの影響
ドラゴンの能力値は以下のとおり。
HP
耐久力。人間ユニットと同様。レベルアップとエサの両方で高められる。
MP
魔法を使う時に消費する。レベルアップとエサの両方で高められる。
かしこさ
高いほど敵に対して効果的な属性を使いやすくなる。最大100。エサで上下させる。
したしさ
高いほど指示通りに動くうえに、ペアを組んだ人間ユニットが直接戦闘に入るとターンの最初に攻撃を加えて支援してくれる（その場合ドラゴンの行動による経験値は人間ユニット側に入る）が、高すぎると甘えん坊になり人間ユニットから離れなくなる。低すぎると言う事を聞かなくなる。最大100で、エサで上下させる。
せいかく
戦闘の性格。最大100で、エサで上下させる。50を基点として高いと直接戦闘を好み、低いと間接攻撃を好む。通常表示はされないが、周回プレイ（後述）で存在が明らかになる。
 ?
この値が100に達すると、特殊な形態「うにうに（後述）」に変化する。エサで上下させる。
STR
物理攻撃の攻撃力（エサで上昇）。これにドラゴン本来が持つこうげきの値（レベルアップで上昇）を加算したものが、最終的な「こうげき」の数値になる。
VIT
物理攻撃の防御力（エサで上昇）。これにドラゴン本来が持つぼうぎょの値（レベルアップで上昇）を加算したものが、最終的な「ぼうぎょ」の数値になる。
DEX
命中率や回避率に関わる（エサで上昇）。これにドラゴン本来が持つすばやさの値（レベルアップで上昇）を加算したものが、最終的な「すばやさ」の数値になる。
MIND
魔法攻撃の攻防力（エサで上昇）。これにドラゴン本来が持つまりょくの値（レベルアップで上昇）を加算したものが、最終的な「まりょく」の数値になる。
属性値
それぞれの属性で攻撃するときの攻撃力。炎・水・雷・回復・毒の5種類。この5種類以外にも属性がある。エサで高められる。
炎・水・雷の3属性が全て10（レベル1）以上になると、土属性が使用可能。
回復が100（レベル10）になると聖属性が、毒が100（レベル10）になると暗属性が使用可能。ただし両方共100（レベル10）の場合は聖属性が優先される。
 ??
属性値の1つ。上記の「?」の値が100の時だけ表示される。うにうに系統の技のレベルはこの値に依存する。下げることも可能。
へんい
属性値の1つ。この値が上がると、特殊な形態「しょうたいふめい（後述）」に変化する。エサで上下させる。しょうたいふめい系統の技のレベルはこの値に依存する。通常表示はされないが、周回プレイで存在が明らかになる。
STR、VIT、DEX、MINDの4つは、数値が25上昇するたびにレベルが1上がり、最大250（レベル10）になる。
同様に属性値、??、へんいの3つは、数値が10上昇するたびにレベルが1上がり、最大100（レベル10）になる。
これらのドラゴンの能力値のレベルは人間ユニットの戦闘能力にも反映される。例を挙げれば、炎のレベルが5のドラゴンと組んだユニットは、炎の技・魔法がレベル5となるわけである。
また、直接戦闘に入らずにマップ上で間接攻撃をする場合、使用する技のレベルは、ドラゴンの能力のレベルにユニット内の同じジョブの人数をかけたレベルとなる。例えば、炎のレベルが5のドラゴンと組んだユニットの中にウィザードが3人いれば、5×3=15で、レベル15の炎の魔法で攻撃できる。このため、間接攻撃メインで戦う場合は、同じ攻撃を使えるキャラを1つのユニットにより多く組ませた方が、与えるダメージも大きくなる。また、SP/MPの消費が行われるのも発動した攻撃の種類に対応したクラスのみであり、SP/MPの残量が足りなかったり行動できない者がいると、そのキャラクターは攻撃には参加せず、その分攻撃レベルが下がってしまう。
参加人数は原則的に、使用する攻撃によって決定される。例えば攻撃魔法の「フレイムゲイズ」は、ウィザードのスキル「くろまほう」・ワーロックのスキル「しろくろま」の両方に含まれているが、「フレイムゲイズで攻撃する」という共通の行動は可能であるため、スキルが異なっていても攻撃に参加できる。たとえばウィザード2人・ワーロック1人ならば、フレイムゲイズは3人で放つことができる。
コマンド選択したスキルを直接持つキャラクターがMP不足などで発動できなくても、他のスキルで同じ行動ができるキャラクターがいれば、どちらのスキルをコマンド選択しても該当行動を発動させることはできる。たとえば、ウィザード全員がMP切れで「くろまほう」を使えない状態でも、ワーロックが「しろくろま」を使えるMPを残していれば、くろまほう・しろくろま共通のフレイムゲイズは、「くろまほう」から選択して発動させることもできる。
直接コマンドとして選択するタイプではない「クリティカル」「デフェンス」「スプリンター」（いずれも後述）に関しても、1ユニットに該当人数が多ければ、その分が加算される。例えば、DEXのレベルが8のドラゴンと組んだユニットの中に、スプリンターの特性を持つ者が2人いれば、8×2=16で、レベル16のスプリンターの能力が発揮される。

## 設定

### ストーリー
オレルスには、「ラグーン」と呼ばれる浮島がいくつも浮かび、それぞれが独自の環境・文化を持っている。
この6つのラグーン(7つの浮島)を中心とするオレルス世界の均衡は、旧ベロス出身のカリスマ傭兵「サウザー」がグランベロス帝国を築いたことで突如として破られる。
（序章）サウザーは他国への侵攻を次々に成し遂げ、ついにカーナを残すのみとなった。カーナは守護竜バハムートとかつて心を通わせた「ドラグナー」の末裔に統治されるが、今やその力は失われていた。カーナは抗戦し、ドラゴン部隊「カーナ戦竜隊」率いるビュウも王都防衛戦に参加するが、抵抗むなしく城は陥落。カーナ国王は殺害、王女ヨヨは連れ去られ、ビュウら王国軍残党はかろうじて最下層にある辺境の孤島テードへと逃げ延びるのだった。
（第1章）時は過ぎ、カーナをはじめとする各ラグーンの残党を糾合し、帝国に対抗すべく反乱軍が結成される。反乱軍はカーナ旗艦を奪回し各国の解放を目指す最中、ヨヨ奪還により各ラグーンに眠る神竜の伝説を知る。その伝説に秘められた謎、ドラグナーの使命とは、そして人とドラゴンの間に交わされた「約束」とは…？

### チャプター
ゲーム全体のシナリオが28のチャプターで分割されており、各チャプターにはサブタイトルが付与されている。
- Prologue カーナ城陥落
- Chapter1 始動
- Chapter2 おれたちの夢見た伝説
- Chapter3 あおい大陸キャンベル
- Chapter4 くやしさでいっぱい
- Chapter5 皇帝サウザー
- Chapter6 夢では……ないのね……
- Chapter7 神竜の伝説
- Chapter8 ドラゴン空中戦
- Chapter9 奇跡の大陸マハール
- Chapter10 レインボゥブリッジ
- Chapter11 神竜リヴァイアサン
- Chapter12 スパイ大作戦
- Chapter13 魔法都市ゴドランド
- Chapter14 鳥の竜めざめるとき……
- Chapter15 熱砂決戦
- Chapter16 神竜ユルムンガルド
- Chapter17 新たなる時代の扉
- Chapter18 約束の地
- Chapter19 さらば!!マテライト
- Chapter20 悲しみの空
- Chapter21 神竜バハムート
- Chapter22 最終決戦
- Chapter23 滅亡
- Chapter24 故郷へ
- Chapter25 永遠の旅人
- Chapter26 神竜王アレキサンダー
- Chapter27(Final) 明日のみえぬぼくたち

### 周回プレイ(Ex-Play)
Chapter27をクリアするとタイトル画面で選択できるようになるモード。Chapter26終了時点までのデータを選択して、そのデータを流用した状態で最初からプレイ可能。アイテムやドラゴンの状態も基本的に引き継ぐほか、アイテム一覧に「ドラゴンおやじのアイテムかいせつ」という項目が加わり、それぞれのアイテムをドラゴンのエサにした場合に能力値がどう上下するかを知ることができるようになる。セーブデータにも周回プレイである旨が明記される。

### ラグーン
世界はオレルスという名前で、どこまでも空が続く広大な空間である。空に浮かぶように幾つかの島が点在し、これらはラグーンと呼ばれる。ラグーンにはそれぞれ国が存在し、独自の環境や文化が存在・発展している。代表的なラグーンは6つ。

#### オレルスの主要なラグーン
キャンベル
国土のほとんどが森と草原に覆われている、緑豊かなラグーン。その美しさから「青い大陸キャンベル」と呼ばれる。城を取り囲むように森林が繁茂しており、これらは戦闘において重要なポイントとなる。
カーナとは元来友好的な関係で、キャンベル王家にはカーナ王家の血筋が嫁いでいるという歴史がある。しかし、グランベロス帝国の侵攻に対して最後まで戦ったカーナとは対照的に、キャンベルは早々に無条件降伏した。ゾンベルド将軍の支配下にある。
マハール
豊富な水源に恵まれたラグーン。城の中まで引かれた水は国土のほぼ全体に及び、マハール宮殿はカビカビ宮殿という別名がある。
精鋭の騎士団が存在したが、帝国軍の前に壊滅した。その後はレスタット将軍の支配下に置かれ、各国への中継基地としての役割を担っている。
ゴドランド
魔法文明が発達したラグーン。魔法の才能は女性に多く見られることから、必然的に女性が政治に深く関わっている。オレルスの全ラグーンの位置関係で、上層のマハールとダフィラの影が差し込むため、最も夜が長い。6歳から18歳までの女性は、男子禁制の魔法学院で寄宿舎生活を送るのが慣例となっている。
帝国との戦争でほとんどのウィザードやプリーストを失った。占領後はラディア将軍の支配下に置かれているが、高い文明を持つため帝国領下でもある程度の自治が許されている。
ダフィラ
広大な砂漠に覆われたラグーン。燃料の輸出により莫大な富を得ているが、それらは一部の権力者に流れ込み、国内では貧富の差が激しい。グランベロス帝国とは近距離同士にあることから、最も早く帝国の侵略を受けて占領されたが、権力者達は帝国に取り入って、より一層の富を築いている。他のラグーンと異なり、特定の将軍が守備・支配のために統治していない。
権力の象徴としてハーレム制度があり、貧困層の女性はハーレムに入って権力者に奉仕し、賃金を得て生計を立てるという風習がある。帝国支配化の時に禁じられ、帝国軍撤退と共に復活したものの、一夜のうちに反乱軍の支援を受けた自由革命軍による革命が勃発し、国王の亡命と共に革命軍に接収された。
カーナ
神竜バハムートをラグーンの守護竜として崇め、ドラグナーの血を引き継ぐ王家が統治しているラグーン。特別に豊穣なラグーンではないが、自活できるだけの産業を持つ。広大な国土に反して人口が少ないのも特徴。
戦竜隊という精鋭部隊があり、ドラゴンを操る騎士達が国を守っている。それゆえ、長い間グランベロス帝国に抵抗し続けてこられた。陥落後はペルソナ将軍の支配下にある。
グランベロス
有人ラグーンの中ではオレルス最上部に位置する。かつてはベロスという辺境の貧しい国だった。国土的にはカーナと似ているが、土地が痩せきっており、そのため古くから軍需産業に力を入れてきた。かつては各国に傭兵を貸し出し、戦場で同じ国民同士が殺し合うこともあった。
サウザー皇帝は傭兵出身ながら、絶大なカリスマでグランベロス帝国を築き上げ各国に侵攻し、オレルス全土を掌握しようと画策している。

#### その他のラグーン
孤島テード
オレルスの最下層に存在する辺境の小さなラグーン。資源や戦略上の重要性が無かったため、帝国の支配が及んでいない。各地から帝国の支配に抵抗する人々が集結し、カーナ旗艦であるファーレンハイトを奪還するまで反乱軍の拠点となっていた。後にラッシュ・トゥルース・ビッケバッケに譲渡されて彼等の住居となった。
アルタイル
オレルスとは異なる世界に存在し、神竜の伝説発祥の地と言われる前人未到のラグーン。

#### 戦艦
ファーレンハイト
カーナの旗艦。帝国軍に接収されていたが、奪回後は反乱軍の拠点となる。艦長はセンダック。操縦士はホーネット。
トラファルガー
帝国軍の戦艦。

#### よりみちマップ
メニュー画面から「よりみち」を選択することで、ゲーム内のストーリー状況に関係なく、特別なマップでお金やアイテムを稼ぐことがChapter6から可能となる。全4マップだが、現在のチャプターに応じて選択できるマップが異なる。勝利条件を満たしても全員に経験値ボーナスが与えられることはなく、終了後はドラゴンの育成・アイテムの売買を行なったのちに、再出撃（あるいはよりみち）をすることになる。
Bonus1 グランベロス砦
「Chapter6 夢では……ないのね……」から「Chapter23 滅亡」まで。グランベロス帝国軍が主体で、ストーリーが進むほど敵ユニットが強力になる。勝利条件は敵パーティの全滅。
Bonus2 やさしいダンジョン
「Chapter6 夢では……ないのね……」から（「Chapter23 滅亡」を除く）。モンスターが主体で、ストーリーが進むほど敵ユニットが強力になる。勝利条件は敵パーティの全滅・ボスの撃破のどちらか。
Bonus3 むずかしいダンジョン
「Chapter20 悲しみの空」から。モンスターが主体。勝利条件はキングオブペインの撃破。
Bonus4 緊急事態発生
「Chapter24 故郷へ」から。ファーレンハイトにモンスターが襲来する。勝利条件はゲートキーパーの撃破。

### その他
神竜の伝説
その力を手にすることは、世界を支配することと同等であると言われるほどの巨大な力を持つ、「神」の名を持った竜の伝説。各地のラグーンに存在する神殿に神竜は眠っているが、彼等と心を通わせることができるのは、カーナ王家の血筋であるドラグナーのみ。バハムートを始め、神竜との邂逅を続けていくうちに物語は進み、その真実が明らかにされる。
新たなる時代の扉
物語の中で神竜の伝説と並んで鍵となる言葉。それが何を表しているのかは謎に包まれている。正体はオレルスとアルタイルが存在する異世界をつなぐ次元の裂け目。

## 登場キャラクター

### 反乱軍（オレルス救世軍）

#### クロスナイト
ビュウとパルパレオスのジョブ。作中では二刀流としてグラフィックが表現されている。装備は剣と鎧。技は「ひっさつけん（○○ヒット）」で、攻撃に関する8属性が使用可能。直接戦闘時には敵ユニットへの全体攻撃が行えるほか、マップ上でも使用可能。
ビュウ（名前変更可能）
本作の主人公。元カーナ戦竜隊の隊長で、王女ヨヨとは幼馴染で懇意の仲。そのため反乱軍においても中心的な人物となり、グランベロスからの各国の解放、後にはオレルス全土の危機に救世軍を率いて立ち向かうことになる。ドラゴンに好かれるという才能があり、戦竜隊隊長ということでドラゴンの世話を全般に請け負っている。仲間からの信頼も厚く、頭が固いことで有名なマテライトも、ビュウが行う作戦の立案・準備から戦闘の指揮まで全面的に信用し彼に任せている。センダックからは艦長代理に任命され、艦運用を任されており、雑用もこなす。彼のみ女部屋への入室が認められており、女性達とも親しいことからドンファンにライバル視されている。戦争終結後は神竜バハムートと共にオレルスの空を守る存在になった。
なお、プレイヤーが選ぶ選択肢以外に自発的に喋ることはない。
パルパレオス
詳細は後述。

#### ワーロック（ドラグナー）
神竜を召喚することが可能なジョブ。カーナ王国の王族にのみ伝わる力とされる。装備は杖とローブ。技は神竜に攻撃させる「しょうかん」および、回復・炎・強化の3種類が使える「しろくろま」。
ヨヨ（名前変更可能）
本作のヒロイン。カーナ王国王女で、ビュウとは幼馴染で淡い恋心を抱き合っている仲だった。カーナ滅亡の際、神竜の力を求めるサウザーによって連れ去られ、以降数年間をグランベロスにて過ごす。この時に自分の世話をしたパルパレオスとはやがて恋人関係となる。
反乱軍によって救出された直後、ビュウとの関係は過去のものと割り切り、常にパルパレオスにつき従い、彼が世界の中心であるかのような言動を繰り返すなどの自分勝手さをゾラに叱咤されるなど人間的な幼さを持っていたが、パルパレオスへの想いやカーナ王国唯一の王族としての責任、神竜を心に宿すことで生じる苦痛などを抱えながらも、反乱軍の盟主として神竜を巡る戦いに立ち向かっていく。神竜を全て集めた時点で、彼女のみジョブがワーロックからドラグナーに変わり、グラフィックもやや大人びた感じになる。
センダック
元カーナ王国の導師でヨヨの教育係。豊富な知識と高い魔力を持ち、ファーレンハイトの艦長を務める老人。自分が神竜を召喚できるのはヨヨ王女の傍にいるためで自分の力ではないと言っているが、神竜の気配を感じ取るなど彼自身にも相当な力があることを示唆する場面もある。
臆病で内向的な性格のためにおどおどした言動が多く、ほとんどの判断をビュウに任せており、さらにそのビュウに対して恋愛に近い感情を抱いている。方向音痴でビュウに艦隊の運用を任せ、仮病で倒れた際には遺書でビュウを艦長代理に任命した。ヨヨよりクッキーを焼くのが上手い。ぞんざいな扱いを受けることが多く、帝国戦竜隊との空中戦でサラマンダーへの同乗を求めた際には「満員」と拒否され（同じく同乗を求めたヨヨは乗せた）、倒れた際には仮病を見透かされたとはいえ、無理矢理戦闘に駆り出された。
サウザーとの会話において「神竜との取引は怖くてできない」と吐露した際には、サウザー本人からも同感されているため、完全に臆病な性格ではない。

#### パレスアーマー
マテライトの専用ジョブ。装備は斧と鎧。技は「はかい（○○パイア）」で、雷属性のみ使用可能。直接戦闘時には敵ユニットへの単体攻撃が行えるほか、マップ上でも使用可能。
マテライト
元カーナの重装兵団団長。星座はおとめ座、血液型はO型。老齢だが、その力はいまだ衰えを見せない。若い時からカーナ王家に仕えてきた古株で、その忠誠心は群を抜いており、グランベロス打倒とカーナ復興を誰よりも望んでいる。自称反乱軍のNo.1。頑固で融通が利かず、ビュウ達を軽く扱い、立場の違いを笠に着て強引に反論を封じ込めるなど、傲慢なところがある。だが、本人も自分は口うるさい古い人間だと自覚しており、ビュウ達に冷たく当たるのも、むしろ彼らの成長を促そうとする気持ちの表れであり、将来引退する自分に変わって国を支えてくれる騎士になってくれればと考えているからと語る場面がある。ビュウには一目置いており、戦闘の準備や作戦の指揮など、ほとんどをビュウに任せ、彼もそれに従う。明らかに自分達より強い相手と戦うときはテンションが上がり明るく振舞う。
ヨヨのことを誰よりも大事に思っており、他の者を締め出して2人で会話をしたがる場面もあるが、パルパレオスが反乱軍に参加してからはヨヨがパルパレオスにべったりなために彼女に構ってもらえず、ビュウやタイチョーに不満をこぼしている。

#### ナイト
敵ユニットへの直接攻撃を主体とする攻撃力の高いジョブ。装備は剣と鎧。技は「○○パルス」で、攻撃に関する8属性が使用可能。間接攻撃はできないが、ジョブ特性「クリティカル」として一定確率で与えるダメージが1.5倍になる。ドラゴンのSTRに応じてレベルが上がり、発生確率が高まる。
ラッシュ
元カーナ戦竜隊の一員でビュウの舎弟三人組の中のリーダー格。剣の腕は立つが、血気盛んで喧嘩っ早い一面があるのが玉に瑕。かつてはトゥルース・ビッケバッケと共に浮浪児のような生活を送っていた時期があり、そのせいもあってか反体制的な思考に走りがちで自分達の話を聞かず、若輩と軽く扱うマテライトに反発心を抱いている。ビュウを兄貴分として深く信頼する一方、いつかは彼を超える男になる事を目標にしているなどリーダー的立場に憧れている面があり、マテライトにクーデターを起こした際はビュウに代わりドラゴンの餌やりを行ったりしていた。商人としての才能があるらしく、引退した「戦場を駆ける商人」によって後継者に任命される。初めの内は戸惑っていたが、次の章には結構楽しいと感じる等、まんざらでもない様子。
昔からヨヨに憧れていたが、身分の違いやビュウの事に加えパルパレオスの登場によりその感情は次第に鬱屈したものへと変化していき、お守りにしていた「おうじょの???」を手放すなど、最終的には思いを断ち切りかつての憧れと別れを告げた。
トゥルース
元カーナ戦竜隊の一員で、一見品性正しいその佇まいはエリート軍人の雰囲気を感じさせるがラッシュ、ビッケバッケらと同じく元は浮浪児で、劇中での発言から戦争で家族を亡くしたものと思われる。性格は思慮深く理知的で、数の不利をひっくり返す奇策を提案するなど、鋭い戦略眼を持っており軍師としての才能をうかがわせる描写がある。普段は物腰柔らかく冷静で、なにかと暴走しがちなラッシュのブレーキ役を務めている。しかし、ひとたび激昂するとその剣幕の激しさはラッシュとは比べものにならない。彼もまたラッシュと同じく自分達の在り方に疑問を抱いており、鬱屈した内情を他者へぶつけてしまう等、思い詰めがちな性格で「戦場を駆ける商人」との別れ際に「ほどほどに考えるようにして生きたほうがいい」と諭された。
ビッケバッケ
元カーナ戦竜隊の一員。おおらかでマイペースな性格をしており、ふくよかな体型も合わさり和み系といえる人物だが、ビュウに誘われ戦竜隊に入るまではかなりの不良だったらしい。その過去が関係しているのかは定かではないが、ラッシュとトゥルースと違いダフィラでの経験を経る以前にすでに大人だった。食べることが大好きで、いつも何かを口に運んでいる。物語の途中から、ナイト3人組が穏やかに暮らせる家を買うために、戦いの傍らでキノコを売り始めるようになる。しかし、その理由については、子供の頃からの付き合いであるラッシュとトゥルースにも話していない。戦場を駆ける商人は、彼の純粋な性格を「いつまでもそのままでいてほしい」と評している。最終チャプターのタイトル「明日のみえぬぼくたち」は、彼のセリフから取られており、物語の語り手であるかのような描写がある。

#### ヘビーアーマー
敵ユニットへの直接攻撃を主体とし、攻撃力も高いが防御力を最重視するジョブ。装備は斧と鎧。技は「○○ブース」で、攻撃に関する8属性が使用可能。間接攻撃はできないが、ジョブ特性「デフェンス」は、直接戦闘にてぼうぎょコマンドを入力していなかった場合でも一定確率で敵の攻撃を自動で防御し、ダメージを半減する（ぼうぎょコマンドと重複しても1/4に減らすことは不可能）。ドラゴンのVITに応じてレベルが上がり、発生確率が高まる。
タイチョー
元マハール王国近衛騎士団隊長。「 - でアリマス!」という口調が特徴。マハールの騎士団長を務めていたが、グランベロスの侵攻で祖国が滅亡した後、反乱軍に身を投じて戦う道を選ぶ。マテライト曰く反乱軍のNo.2だったが、後にNo.3に降格させられる。思いやりがあり生真面目で騎士の鑑のような人間だが、グンソー曰く、以前は皆から慕われる威厳のある態度と勇敢さの持ち主だったらしく、現在の性格は、祖国と愛妻セリーヌを守り切れなかったショックから抜け殻のようになってしまった結果だという。今でもそのことでたびたび自分を責め続けており、仇であるレスタットに執着している。戦争終結後は、グンソー達の説得によりマハール王となる。
マテライトに敬意を払い、大抵は彼と行動を共にしている。そのため八つ当たりを受けたり、お守りをしたり、厄介な仕事を押し付けられたりと、最もマテライトの被害を受けてもいるのだが、時折愚痴をこぼしつつも彼の真意や不器用な優しさを理解しており、マテライトにも自身の秘密を打ち明けられるほど信頼されている。マテライトに「自分は反乱軍の中で言えばバハムートにあたり、お前はバハムートのしっぽ」と例えられた。
グンソー
元マハール騎士団所属。タイチョーの腹心の部下であり、マハール陥落の際、セリーヌの頼みで彼を連れて他国に逃れた。その後、彼と共に反乱軍に参加。普段は独特な鼻歌を口ずさみながら窓から外を眺めている等、温厚で呑気な性格だがタイチョーへの忠誠心は本物であり、それ故今のマテライトの腰巾着のような彼の在り方には苦言を呈する一面もある。男部屋のベッドが足りず、タイチョーと一緒のベッドで寝ている。戦争終結後は新マハール王にタイチョーを率先して推挙するなど最後まで彼の腹心であり続けた。
重い鎧が蒸れるのか、いつも身体を掻いている。彼に話しかけると、たびたび独特の効果音と共に「グンソーの???」というアイテムを入手できる。
バルクレイ
元カーナ重装兵団所属。マテライトの若き部下で、反乱軍立ち上げの当初から活動していたと思われる。
アナスタシアとは互いに「チビのウィザード」「のろのろヘビーアーマー」と悪態をつくなどよく口喧嘩をしているが、次第に仲が深まっていき、終盤では結婚の約束にまで至る。反乱軍きっての情報通で外部情報に詳しく、中にはゲーム攻略に関係する重要な情報もある。また、年の割にビュウに気を遣う面もある。

#### ライトアーマー
高い機動力が特徴のジョブ。3人全員が女性。攻撃力・防御力はナイトやヘビーアーマーに比べてやや低め。装備は小剣と軽鎧。技は「○○タワー」で、攻撃に関する8属性が使用可能。間接攻撃はできないが、直接戦闘時に複数の敵への攻撃が可能。ジョブ特性「スプリンター」はドラゴンのDEXに応じてレベルが上がり、1レベル毎に移動力が1マス広まる。
ミスト
元カーナ騎士団所属。礼儀正しく落ち着きがあり大人の女性をイメージさせるが、終始仮病を装い健気な女性を演じるなどかなり腹黒く、その行動も実は自らの容姿を保つ為の陰ながらの努力である等、ある意味リアルな女性像を持つキャラ。プロローグでのカーナ滅亡後に消息不明となるが、途中のある街で特定のイベントを起こすと再登場し仲間になるが、その方法は攻略本にも記載されていない。カーナでの敗戦の折にパルパレオスに命を救われその縁で彼に好意を抱いており、故にヨヨを内心では小娘と侮り快く思っていない。
ルキア
マハール出身。祖国を復興させるため、早いうちから反乱軍に身を投じて戦っていた。めんどう見のよい女性で、自軍の男性陣の方々から熱い視線を集めておりビュウにアドバイスを送ることもある。かつてドンファンと関係があったと覗わせる描写があり、今もなおドンファンに言い寄られており多少なりとも彼を気にする描写が見られるが、移り気が過ぎるドンファンに辟易している様子。終盤ビュウに「わたしとウワサになってみない?」と冗談ではあるがアプローチをかけたことがある。
ジャンヌ
マハール出身でルキアとは昔からの友人。ドンファンらと共にマハールの地方に潜伏し、グランベロスへの反撃の機会をうかがっていた。反乱軍がマハールを開放するべく訪れた際に合流する。男勝りで勝気な姉御肌な女性で、ドンファンの口説きも毎度のように一蹴するなど口より先に手が出るタイプ。何だかんだでドンファンの事を気にしているようだったが、物語後半から転落の一途を辿るドンファンに対して憐憫の目を向けるようになる。

#### ウィザード
攻撃魔法が使用可能なジョブ。装備は杖とローブ。技は「くろまほう」で、攻撃に関する8属性が使用可能。直接戦闘およびマップ上での使用が可能。
エカテリーナ
物語開始時から反乱軍に所属していたウィザードの少女。アナスタシアとは親友。引っ込み思案で恥かしがり屋な性格で、ファーレンハイトの操縦士・ホーネットに心を寄せるが、なかなかそれを伝えることができない。反面、心の中ではストーカーまがいの過激なことも考えており、ビュウの選択肢次第では危うい精神状態に陥ってしまう事がある。
アナスタシア
エカテリーナと同じく当初から反乱軍に加わっている。勝気な性格の少女で、ウィザードとヘビーアーマーはどちらが強いかを皮切りにした口喧嘩をバルクレイと延々繰り広げることになるが、最終的には恋人同士となる。バルクレイにはチビで小生意気なウィザードと評される。
メロディア
ゴドランド出身で、性格は明るく無邪気で、言動を含めた振る舞い・グラフィックともに他のキャラクターより幼く描かれている。ドラゴンに乗りたいという理由で早い段階から反乱軍に加わっていた。その一風変わった動機は家系によるもので、ふらっと旅に出ては一回り成長して帰ってくる傾向がある。プチデビル達と意気投合して一緒に踊ったりするなどの面もある。ビュウのことが好きらしい。
ネルボ
キャンベル女王の部下。女王の命により反乱軍に参加する。プリーストのジョイとは親友で、地味だがしたたか。ドンファンに着替えを覗かれ、お仕置きしていたはずが口説き落とされてしまう。ドンファンとの関係はジョイに秘密である。

#### プリースト
主に回復魔法が使用可能なジョブ。装備は杖とローブ。技は「しろまほう」で、回復や補助5種類および土・聖・暗の攻撃3属性が使用可能。直接戦闘およびマップ上での使用が可能。回復魔法はアンデッド属性の敵には攻撃にもなる。
フレデリカ
反乱軍に最初から参加している。病弱で常に薬が手放せない。ことあるごとに倒れ、戦闘時以外はいつもベッドで横になっている。性格はおとなしめ。選択肢に関係なくビュウに対して好意を感じさせる発言が多く、将来は薬屋を営むのが夢であると語った際にはビュウと共に営みたいなどと半ばプロポーズとも取れる発言までしている。
ディアナ
早くから反乱軍に加わっていた。性格は明るく社交的で、噂話が大好き。
ゾラ
かつてのキャンベル女王の部下。肝っ玉母さん然とした風貌と性格の持ち主で、相手がヨヨであろうとも必要と思えば叱咤する。怒らせたときの剣幕は凄まじく、ヨヨに手を上げたことで逆上したマテライトをも黙らせる場面もある。息子に対しては厳しく接するも内心では心配しており、彼が反乱軍の中で役に立っているか気にする場面がある。
ジョイ
キャンベル女王の部下。キャンベルが開放された後、女王の命によりネルボと共に反乱軍へ参加する。地味だがしたたか。ドンファンに着替えを覗かれ、お仕置きしていたはずが口説き落とされてしまう。ドンファンとの関係はネルボに秘密である。

#### ランサー
槍での全体攻撃を主体とするジョブ。装備は槍と軽鎧。技は「ジャベリン（○○ダスト）」で、攻撃に関する8属性が使用可能。直接戦闘時には敵ユニットへの全体攻撃が行えるほか、マップ上でも使用可能。間接攻撃は、距離・射程が狭い反面、コストパフォーマンスが非常に高い。
フルンゼ
レーヴェとコンビを組み、常に2人で行動し、そのチームワークは抜群。だが自分がホームシックにかかった際、レーヴェがゾラのむすことコンビを組もうとしたことをきっかけに溝ができ、レーヴェへ陰湿な報復を始め、徐々にエスカレートしていく。しかし、最終章において自ら「ランランランサーを一緒にやろう」とレーヴェに持ちかけ、自分の陰湿な報復を反省する。
レーヴェ
フルンゼとコンビを組み、物語の最初から反乱軍で戦っている。ゾラのむすことの一件をきっかけにフルンゼとの間に溝ができ、陰湿な報復を受ける。終盤には完全に決裂しており、フルンゼと仲良くポーズを決める「ランランランサー!ヤリヤリ!」は、中盤以降ほとんど見られない。しかし、最終章においてフルンゼから「ランランランサーを一緒にやろう」と言われ喜ぶ。
ゾラのむすこ
その名の通りゾラの息子で、本名は終盤まで明かされない。キャンベル戦竜隊隊長。肩書きはビュウと同格だが隊員は彼だけで、駐留していた帝国軍にも自分のドラゴン（ムニムニ）にも無視されている。趣味は掃除。少し能天気である。本当の名前は「オレルス」、つまり作中世界と同じ名前だった。壮大な名前と自分の実力不足のアンバランスに悩み、長らく名前を明かさなかったが、戦いが大詰めを迎えた時、名前に相応しい男になることを決意して、ビュウに打ち明ける。
ドンファン
マハール出身で元はタイチョーの部下。反乱軍随一のプレイボーイであり通称純情硬派らしいが恐らく自称、そのナンパ・口説きテクニックは相当なもの。艦内はもとより停泊した街・果てはスパイとして潜入した帝国においても女の子を口説いて回り、帝国では100人斬りを達成する。反乱軍の女性と親しいビュウを勝手にライバル視しているが同時に彼の人間性も高く評価しており、ナンパで鍛えられた故か人物眼も鋭い。後にその軟派な性格が災いし、ネルボとジョイによって女部屋のバーカウンターに女の敵として長期間監禁されて弄ばれる屈辱を味わうが、物語終盤に逆に2人とも口説き落としてしまい、口説きの実力の高さを遺憾なく発揮した。

#### アサシン
攻撃・回復・即死など、様々な技が使えるジョブ。装備は刀と軽鎧。技は「にんじゅつ」で、攻撃に関する8属性が使用可能。直接戦闘時には敵ユニットへの全体攻撃が行えるほか、マップ上でも使用可能。間接攻撃は射程がまったくないが範囲は広め。
サジン
ダフィラの自由革命軍に所属。革命成功後、ビュウに依頼されて傭兵または賞金稼ぎとして反乱軍に参加する。暗くて静かな所が好きで、いつも物陰に隠れている。
ゼロシン
サジンと同じく自由革命軍所属。ビュウに依頼され、反乱軍に参加する。母親に手紙を書いている。友達を欲しがっているが、人の中に入ることが苦手で、いつも一人の寂しがり屋。

#### プチデビル
いたずら好きな「小さい死神」であり、正確にはクラス名ではなく種族名。装備は無し。技は「おどる（デビルダンス）」であり、ドラゴンのMINDに依存してレベルが上がり、様々な特殊現象をランダムで発現させる癖の強いもの（失敗・自滅・利敵もある）。レベルに応じて発動技の傾向も変わるため、上位技の発動には、1ユニットに人数を重ねてレベルをさらに高める必要もある。SPやMPを持たないためコスト消費なしで使用可能。直接戦闘では必ずこれを発動させることになるため、他のコマンド「たたかう」「アイテム」「ぼうぎょ」の選択ができない。
人間の言葉は理解できるようだが、人間の言葉を話せる者と話せない者がいる。人間には自分達の言語を理解できない事をいい事に終始勝手な事を言っているが、基本的に相手にされていない（プレイヤーは括弧内の要訳で何を言っているのか確認可能）。
マニョ
1章から既に反乱軍に参加しているが、その経緯は不明。
モニョ
モニョと同じく1章から既に反乱軍に参加している。雷が苦手らしい。
ムニョ
ゴドランドでワガハイと共に反乱軍に加わる。
ワガハイ
ゴドランドで反乱軍に加わる。ゲームに登場するプチデビルの中では唯一人間の言葉を話すことができ、体色も異なるなど反乱軍に与するプチデビルの中ではある程度格上である様子。しかしそれが災いし、中盤に他の3人にクーデターを起こされる。このような状況にもかかわらず、それが結果的に3人の成長に繋がった事を「けられてよかった」と評すなど、他のプチデビルとは異なる寛大な性分の持ち主でもある。

#### ファーレンハイト乗組員
戦闘には参加せず、ファーレンハイト内でビュウ達戦闘員のサポートをする。
ホーネット
ファーレンハイトの操縦士。昔は凄腕のクロスナイトであり、サウザーの片腕でもあった。常にクールだが、実はドラゴン好きで、パピーの人間のパパになったり、背中がパピーのよだれでべとべとになっていたりと、意外な一面を覗かせる。選択肢によっては、一人前のクロスナイトとなったビュウに、かつて自分が使っていた剣を託す。好物は甘いワイン。
クルー
ファーレンハイトの雑用をこなす航海士達。特に個人名はなく、ぞんざいな扱いをされることもある。選択肢によっては最大6人死亡する。
ドラゴンおやじ
ドラゴンの生態や世話に関するアドバイスをしてくれる謎の人物。元竜人らしいが、その正体は作中で明かされない。サラマンダーのパパ。

### グランベロス帝国軍
サウザー
グランベロス帝国初代皇帝。辺境の小国ベロスの傭兵隊の一隊長だったが、ベロスの王権を奪い、一代でグランベロス帝国を築きあげた稀代の天才戦略家。凄まじいカリスマを持ち、剣術も天才的な腕前を持つ。オレルスを征服するも、「空を手に入れた。だが、完全ではない」として、神竜の伝説に挑み、魔物と取引してヒューベリオンの心を覗くことに成功する。しかし、心がヒューベリオンの怒りを受け入れきれずに倒れ、徐々に衰弱していく。その後、ヨヨの体にヒューベリオンを封印する際、自分の肉体を依り代として使ったことが致命傷となり、ドラグナーであるヨヨにオレルスの未来を託した後、親友パルパレオスに「泣くな」という命令を遺して息絶えた。遺言によって、遺体は空へと葬られた。
神竜の恐ろしさを理解しており、上記のセンダックとの会話における「神竜との取引は怖い」発言には肯定的に受け入れている。
パルパレオス
グランベロス帝国の将軍。本名サスァ・パルパレオス。皇帝の身辺警護を任とする親衛隊隊長で腕利きのクロスナイトであり、卓越した戦略眼を持つ将軍でもある。皇帝の右腕と目され、サウザーが最も頼りにしている人物。サウザーとは幼馴染であり、傭兵時代から彼の副官として活躍していた。ヨヨ軟禁時は彼女の世話係をしており、会話を交わすうちに恋仲になった。朴訥な性格で無趣味ゆえ、ヨヨと話すときも話題がなく、戦術論を語っていた。
後にサウザーの命令でグランベロス帝国を後にし、反乱軍に参加する。彼なりに早く溶け込もうと努力はしていたようだが、人の心の機微に疎いところがありファーレンハイト内では不用意な言動を繰り返し、ヨヨの事もありマテライトなど方々に軋轢を生んでいた。
戦争終結後は、相次ぐ政治混乱で荒廃したグランベロスを見捨てる事が出来なかった為、ヨヨと別れる事を決意。祖国を立て直す為に帰還するが、国民は既に暴徒と化して反乱の機運が高く、事ここに至って己の居場所を失っていた事を悟るが時すでに遅し。敗戦の責任を問う暴徒の凶刃に抵抗せず、自ら刃を受けてその命を散らす。
グドルフ
グランベロス帝国の将軍。高い魔力と政治能力を持つ野心家で、パルパレオス曰く、力で人を支配するために手段を選ばない男。本土防衛隊を率いている。旧ベロス時代から権力の座におり、サウザーやパルパレオスのことを成り上がり者と心の中で見下している。隙あらばサウザーを追い落とそうと考えており、多くの将軍を抱え込んで派閥を形成している。笑い方は「グフフフ……」。サウザー亡き後、その死因を偽装してグランベロス帝国の皇帝に即位するも、反乱軍のアルタイルへの進軍を妨害したため返り討ちとなり、彼の野望は潰えた。だが彼の悪行は、全てが終わった後のグランベロス帝国に著しい荒廃と国民の反乱と言う深い爪痕を残す事になる。
アーバイン
グランベロス帝国の将軍で、パルパレオスに匹敵する剣の使い手。権力争いには関心がなく、ただ己の責務を果たすことと腕を磨くこと以外には興味がない。小説版ではどちらかと言うとサウザー派で、グドルフの監視をサウザーから命じられていた。聖剣・エクスカリバーを所持し、剣の稽古に明け暮れている。バーバレラ将軍と噂がある。倒した際、エクスカリバーを通常の戦利品とは別に入手できる。
バーバレラ
グランベロス帝国の将軍。鞭を巧みに操る女傑で、アーバインと同じくサウザーとグドルフの権力争いには興味がない。逞しい男が好みで、アーバイン将軍と噂がある。趣味は鞭打ち。選択肢によってはドンファンに口説かれる。
レスタット
グランベロス帝国の将軍。旧ベロス国の重鎮だった男でグドルフとも親交があり、グドルフ派に属している。現在はマハールの提督を任されている。マハール攻略の際、タイチョーを逃がす時間稼ぎのために出撃したタイチョーの妻セリーヌを殺害した。笑いながら人を殺害する残虐な性格で、笑い声がそのまま攻撃技の名前になっている（毒攻撃「ヒヒヒヒ」、石化攻撃「ウヒョヒョヒョ」）。
ラディア
グランベロス帝国の将軍。グドルフ派。強大な魔力を誇り、アンデッドを生み出す技術を持つことから、「幽谷の魔女」と呼ばれる女魔道士。現在はゴドランドの支配を任されている。自身もアンデッドとなっている。
ペルソナ
グランベロス帝国の将軍。槍を振るって戦う。趣味は掃除。当初はカーナ駐留軍司令官だったが、帝国の秘密戦艦の指揮官に就任。反乱軍を急襲する。
ゾンベルド
グランベロス帝国の将軍。グドルフ派。キャンベル駐留軍の指揮官を務める。筋骨隆々としており、身の丈ほどの棍棒を振り回して力任せに相手を粉砕する戦いが得意。

### ドラゴン
サラマンダー
炎の力を持ち、初期は紅い鳥類のような姿。ビュウの愛竜でもありドラゴンでありながら人語を理解しているような素振りを見せるなどかなり利口で、やや好戦的なため直接戦闘を好む。進化後の姿は四足獣のような形態や恐竜のような形態等多岐に渡る。終盤の進化体である「フェニックス」形態になると完全無敵である（パートナーのユニットが全滅した場合を除く）。
アイスドラゴン
氷の力を持ち、初期は蒼い東洋龍のような姿。サラマンダーと同じくプロローグのカーナ陥落の時から戦竜隊にいた古参のドラゴン。慎重な性格で間接攻撃を主体に戦い、直接戦闘は滅多に仕掛けない。進化後の姿は初期の姿から順当に進化した東洋龍系が中心だが、稀に饅頭のような珍妙な姿になる場合もある。
サンダーホーク
雷の力を持ち、初期は陸上動物的なフォルムに嘴と翼という、グリフォンを思わせる姿。ビュウ達がカーナでの敗戦の後、新たに連れてきたドラゴン。少々頭が悪い上、かなり好戦的で直接戦闘を好む。進化後の姿はカニのような異型の竜になったり、竜・獅子・水牛の三首を持つキマイラになったりと非常に多岐にわたる形態を持つ。
モルテン
回復の力を持ち、初期は妖精のような外見の竜。サラマンダー・アイスドラゴンと同じく古参の竜であり、利口さも彼らに準ずる。主に間接攻撃を好み、元々の属性のためか回復魔法を多用する傾向にある。進化後の姿は鳥類をイメージさせるものが多いが中にはずんぐりむっくりな使い魔のようなものやスライムのような流動系のものなど奇抜な姿もある。
ツインヘッド
炎と氷の力を併せ持つ双頭で、ファーレンハイト奪還後にドラゴンおやじからプレゼントされる。割と好戦的で直接戦闘をよく仕掛ける。成長する毎に首の数が増えていく進化傾向にあり、最大で5つの首を持つ八岐大蛇を思わせる姿となる。更に進化すると首は一つになり人型に近い悪魔的な姿となる。
ムニムニ
力属性で、球根に一つ目と羽根がついたような、一般的に言われるドラゴンとはかけ離れた姿。元々が甘えん坊であるため、したしさが高過ぎるとパーティの側を離れなくなる傾向が特に強い。進化する毎に分裂して同じ姿の大小の個体が増殖していくが、最終段階に近くなると突然、騎士の乗った竜の姿になる。
パピー
中盤にドラゴンを結婚させるイベントがあり、そこで誕生するドラゴンの子供。進化形態は少ないが、両親の組み合わせによって多種多様。親がうにうにやしょうたいふめいの場合の姿まで設定されている。両親から最も優れた能力を引き継ぐので子供ながら即戦力として活躍できる。人間のパパは産まれたとき真っ先に駆けつけたホーネット。ビュウは2番目なのでママ。
特殊な形態
条件を満たすと、上記のドラゴン全種類共通の変身形態になる。
さびしいドラゴン
「したしさ」が0になると変身できる。こちらの指示を受け付けなくなる。パピーは例外的に変身できない。
うにうに
「?」の数値が100になると変身できる。奇天烈かつ異形の姿を持つドラゴン。攻撃は強力な「うにうにブレス」「あたっく」のみになり、強力だが失敗することもある。
人間ユニットにも反映され、技・魔法は「うにうに○○」という名前で統一され、こちらも強力だが失敗することがある。また、全て攻撃しかできないため、回復魔法を使えるはずの「プリースト」も回復魔法が使えなくなる。
ただしプチデビルのみ技が「いじけダンス」になり、博打の要素が強くなる代わりに、1ユニットに人数を重ねなくても上位技が発動する。
この状態で追加される能力値「??」が100（レベル10）になると「ブラックドラゴン」に変化し、おおまかな性質自体は通常のうにうにと変わらないが、強力な攻撃が追加される。
しょうたいふめい
「おうじょの???」を与えることで隠しパラメータ「へんい」が上がると変身できる。これも一般的なドラゴンの造形とは全く異なる異形の姿。間接攻撃はできなくなるが、MP消費なしで他のドラゴンの形態に変身して攻撃する特性を持つ（失敗することもある）。
人間ユニットにも反映され、技は「?○○」、魔法は「なぞのまほう」という名前で統一され、忍術も「ありゅう」となる。こちらは失敗することがなく、プリーストの魔法は回復効果である。
ただしプチデビルのみ技が「れげえダンス」になり、博打の要素が強くなる代わりに、1ユニットに人数を重ねなくても上位技が発動する。いじけダンスより失敗はしにくいが、フィールド全体に効果を及ぼすおどりは発動しない。
「おうじょの???」1つで20（2レベル）上昇、100（レベル10）になると「ベヒーモス」に変化する。
マスタードラゴン
「火・水・雷・回復・毒」の5属性の数値が全て100になり、「STR・VIT・DEX・MIND」の能力値が全て250になると変身する。姿は初期の状態だが、うにうに・しょうたいふめい以外の全ての特技を使用することが可能で、通常は一方しか使えない聖・暗属性も両方使用可能。したがって人間ユニットも聖・暗属性両方の魔法・特技が使用可能になる。もちろんドラゴンとしての戦闘能力も最大級であり、特にサラマンダーの場合はフェニックスの無敵特性も加わる。
なお、条件が重なった場合の優先順位は、しょうたいふめい>うにうに>さびしいドラゴン>マスタードラゴンである。

### 神竜
ヴァリトラ
キャンベルの森に眠る神竜。翠の鱗に覆われた巨大な翼竜。召喚すると敵全体に無属性の攻撃をする。うにうに状態では「ヴァリンチョ」となる。
リヴァイアサン
マハールの地底湖に眠る水の神竜。灰色がかった青の鱗に覆われた細長い姿を持つ。召喚すると敵全体に水属性の攻撃をする。うにうに状態では「リバイアチャン」となる。
ガルーダ
ゴドランドの洞窟に眠る神竜。通称「鳥の竜」。その名の通り、灰色の羽毛に覆われた猛禽のような竜。召喚すると敵全体に無属性攻撃。うにうに状態では「ガルンチョ」となる。
ユルムンガルド
ダフィラの神殿に眠る土の神竜。単眼でずんぐりとした体躯が特徴。召喚すると敵全体に土属性攻撃。うにうに状態では「ユルムンチャン」となる。
ヒューベリオン
トラファルガーに眠る神竜。サソリのような姿をしている。召喚すると敵全体に暗属性攻撃。うにうに状態では「ヒューベリチン」となる。
バハムート
カーナの守護竜。漆黒の鱗と巨大な翼が特徴である、最高齢の神竜。召喚すると敵全体に火属性攻撃。うにうに状態では「バハムーチョ」となる。
アレキサンダー
唯一アルタイルに残った神竜。神竜の中では一番若い。当初は四つん這いのカメのような姿をしていたが、後に竜人達を吸収して4つの首を持つ巨大な竜に進化した。周回プレイでは召喚もできるようになり、敵全体に暗属性攻撃。うにうに状態では「アレキチャンダ」となる。

### その他の人物
カーナ国王
神竜バハムートを守護竜とするカーナの国王であり、ヨヨの父親でもある。神竜と心を通わせることができるドラグナーの血統を代々守ってきた。
キャンベル女王
キャンベルの女王。カーナ国王の妹でありヨヨの叔母でもある。グランベロスの侵攻に際して早々に無条件降伏し、自ら牢に入ることで国民を守っていた。神竜の伝説を知る数少ない人物の一人。
戦場を駆ける商人
自らの命も顧みず、戦場に赴き武器の売買を行う商人。反乱軍が戦地で補給が必要なときにどこからともなく現れ、武器やアイテムを提供する。キャンベル出身。後に引退を表明し、妻子を守る商人と改名し、ラッシュを後継者に指名して去る。ビュウ達がたくさん取引をしてくれたお礼に、貴重で高価な武器・アイテムをくれる場面もある。
戦場を駆ける商人の妻
その名の通り戦場を駆ける商人の妻。新婚直後にダフィラのハーレムに連行される。解放された後は夫と和解し、一緒に商売を始める。
セリーヌ
タイチョーの妻。グランベロス帝国の侵攻の際、タイチョーとグンソーの敗走を助けるため、身重にもかかわらず自ら騎士団を率いて時間稼ぎのために出撃する。部隊は帝国軍の前に全滅し、自身もレスタットに殺害された。生まれるはずだった子供の名前は男の子であれば「ショーグン」、女の子であれば「チコ」となるはずであった。
竜人
竜の頭部と人の体を持つ亜人。アルタイルの住人であり、神竜が肉体を持つための器でもある。オレルスにいるドラゴンも元々は竜人であったという。
レギオン
帝国軍の一般兵卒。戦闘では最弱の敵。ヨヨの居場所を聞き出すために拷問されそうになったり、サウザーの遺体の身代わりとして殺されたり、タイチョーに「マテライト殿よりも不細工でアリマス」と言われたりと、ファーレンハイトクルー同様、ろくな扱いをされない。

## 移植版
| No. | タイトル           | 発売日        | 対応機種 | 開発元                 | 発売元                 | メディア                              | 型式 | 備考 | 出典        |
| --- | ------------------ | ------------- | -------- | ---------------------- | ---------------------- | ------------------------------------- | ---- | ---- | ----------- |
| 1   | バハムートラグーン | 2009年9月29日 | Wii      | スクウェア・エニックス | スクウェア・エニックス | ダウンロード （バーチャルコンソール） | -    |      | [ 3 ] [ 4 ] |
| 2   | バハムートラグーン | 2014年2月5日  | Wii U    | スクウェア・エニックス | スクウェア・エニックス | ダウンロード （バーチャルコンソール） | -    |      | [ 5 ]       |

## スタッフ
- プロジェクトリーダー：佐々木等（ゲーム・デザイン、チーフ・グラフィック、イラストレーション）
- ディレクター：野島一成（ストーリー・イベント）
- プロデューサー：野村匡
- メイン・プログラマー：村上和久（フィールド）、小野宏史（バトル、イベント、ドラゴン・グロー、ツール・メーキング）
- ストーリー・イベント・プランナー：鳥山求
- シミュレーション・プランナー：中澤孝継
- フィールド・プランナー：川平直也
- スペシャル・プログラマー：岩崎哲史（エフェクト、メニュー、etc.）
- スーパー・エフェクト・グラフィック・デザイナー：朝原邦夫
- アシスタント・ディレクター：遠藤武士（バトル・プラン）
- イベント・プランナー・マッピング：辻聖
- 音楽：松枝賀子
- サウンド・エンジニア：菅原輝明
- サウンド・プログラマー：鈴木秀典（サウンド・システム・メーキング）
- キャラクター・グラフィック・デザイナー：佐々木文康、入口幸咲
- モンスター・グラフィック・デザイナー：長澤真
- イベント背景・グラフィック・デザイナー：佐々木玲奈
- フィールド・グラフィック・デザイナー：山下隆広、鰰沢友恵
- スーパーバイザー：：坂口博信
- エグゼクティブ・プロデューサー：水野哲夫

## 評価
ゲーム誌『ファミ通』の「クロスレビュー」では合計29点（満40点）、『ファミリーコンピュータMagazine』の読者投票による「ゲーム通信簿」での評価は以下の通り、23.5点（満30点）となっている。
| 項目 | キャラクタ | 音楽 | お買得度 | 操作性 | 熱中度 | オリジナリティ | 総合 |
| 得点 | 4.2        | 4.0  | 3.5      | 3.7    | 4.1    | 4.1            | 23.5 |

## 関連商品
- 小説
  - 『バハムートラグーン』 ISBN 4893664867
  - 『バハムートラグーン カーナ騎士団』 ISBN 4893665642
- 攻略本
  - 『バハムートラグーン 公式ガイドブック』 ISBN 4893664751
- ファンブック
  - 『バハムートラグーン ファンブック』 ISBN 4893665030
- 楽譜
  - 『楽しいバイエル併用 バハムートラグーン』 ISBN 4810826813
- サウンドトラック
  - 「バハムートラグーン オリジナル・サウンドトラック」
    - 作曲は松枝賀子。オーケストラアレンジとTVCM用アレンジを収録した8cmCDを付属している。本作は現在廃盤だが、2008年にiTunesでの配信が開始された。